# 리타 젠레테

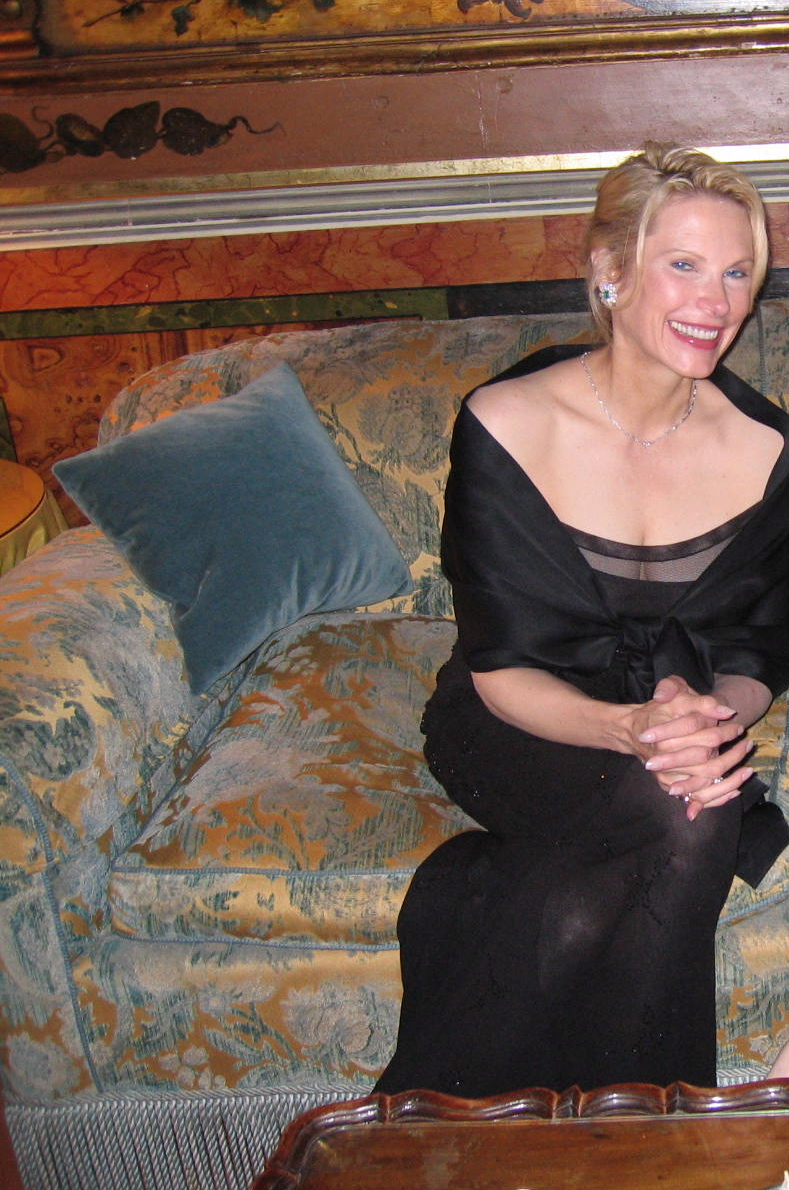

리타 젠레테(Rita Jenrette, 1949년 11월 25일 ~ )는 미국의 배우, 모델, 저널리스트, 영화 배우, 연극 배우이다. 샌안토니오에서 태어났다.

## 출연 작품
- 엔드 오브 더 라인 (1988년)
- 비키니 숍 (1986년)